# Kalle Anka som fotograf
Kalle Anka som fotograf (även Kalle Ankas nya kamera) (engelska: Donald's Camera) är en amerikansk animerad kortfilm med Kalle Anka från 1941.

## Handling
Kalle Anka har blivit inspirerad av att fotografera i naturen efter att ha sett en skylt om detta. Men det verkar som att naturen själv vill bråka med Kalles plan, bland annat en hackspett som blir en riktig plåga för honom. Han lyckas lura bort den genom att göra en konstgjord mask av tandkräm.

## Om filmen
Filmen hade svensk premiär den 16 november 1942 på biografen Spegeln i Stockholm.
Filmen har givits ut på VHS och DVD och finns dubbad till svenska.

## Rollista
- Clarence Nash – Kalle Anka[7]